# Molophilus morulus
Molophilus morulus là một loài ruồi trong họ Limoniidae. Chúng phân bố ở miền Australasia.